# Distretto di Coronel Castañeda
Il distretto di Coronel Castañeda è uno degli otto distretti della provincia di Parinacochas, in Perù. Si trova nella regione di Ayacucho e si estende su una superficie di 1.108,04 chilometri quadrati.

Istituito il 28 giugno 1955, ha per capitale la città di Aniso; nel censimento del 2005 contava 1.120 abitanti.